# Pulau Tomia
Pulau Tomia är en ö i Indonesien.   Den ligger i provinsen Sulawesi Tenggara, i den centrala delen av landet, 1 900 km öster om huvudstaden Jakarta. Arean är 53 kvadratkilometer.
Terrängen på Pulau Tomia är lite kuperad. Öns högsta punkt är 245 meter över havet. Den sträcker sig 6,9 kilometer i nord-sydlig riktning, och 12,5 kilometer i öst-västlig riktning.